# Hugo Göttl
Hugo Göttl (3. listopadu 1821 Jindřichovice – 26. srpna 1896 Karlovy Vary) byl český lékárník a politik německé národnosti, na přelomu 60. a 70. let 19. století poslanec Českého zemského sněmu.

## Biografie
Narodil se jako syn zubního lékaře Johanna Göttla a jeho manželky Rosiny v Jindřichovicích (tehdy Heinrichsgrün) čp. 130. Studoval farmacii na pražské univerzitě, během studií bydlel v podnájmu na Starém Městě. Většinu odborné praxe působil jako lékárník v Karlových Varech. Je uváděn i jako chemik. Provozoval lékárnu U České koruny v Karlových Varech. Zabýval se i farmaceutickou a chemickou teorií. Psal studie o analýze moči a provedl podrobný chemický rozbor karlovarských pramenů. Jako jeden z prvních prováděl také pokusy s vystavováním napodobenin antických váz a amfor působení teplé minerální vody, čímž na nádobách vznikaly kameninové usazeniny a artefakty následně byly prodávány jako suvenýry.
Zastával funkci městského radního v Karlových Varech. V září 1868 byl pověřen, aby v Praze dojednal zrušení Bachova lázeňského statutu, který omezoval rozvoj lázeňství, protože podstatnou část příjmů z lázeňství vyjímal z dosahu místních samospráv. Úkol se mu podařil a zemský zákon v říjnu 1868 předal lázeňskou péči do kompetence samosprávy. Byl také předsedou karlovarského spolku ostrostřelců; krátce před smrtí tam oslavil padesáté výročí členství.
V 60. letech 19. století se zapojil i do zemské politiky. V listopadu 1865 byl v doplňovací volbě poté, co rezignoval poslanec Franz Leidl, zvolen do Českého zemského sněmu v kurii venkovských obcí, volební obvod Jáchymov, Blatno. V řádných zemských volbách v lednu 1867 zde mandát obhájil, stejně tak i v krátce poté konaných zemských volbách v březnu 1867.

## Rodina
28. října 1848 se v Karlových Varech oženil s Emílií Michlovou (* 1831), roku 1880 se přestěhovali do Prahy. Jejich jediný syn Ernest Göttl (* 1859) byl též magistrem farmacie a vojenským lékařem v záloze.